# 平成14年台風第21号
平成14年台風第21号（へいせい14ねんたいふうだい21ごう、アジア名：ヒーゴス〔Higos、命名国：米国、意味：いちじく〕）は、2002年（平成14年）9月に発生し、東日本に大きな影響を及ぼした台風である。後に、激甚災害に指定された。

## 概要

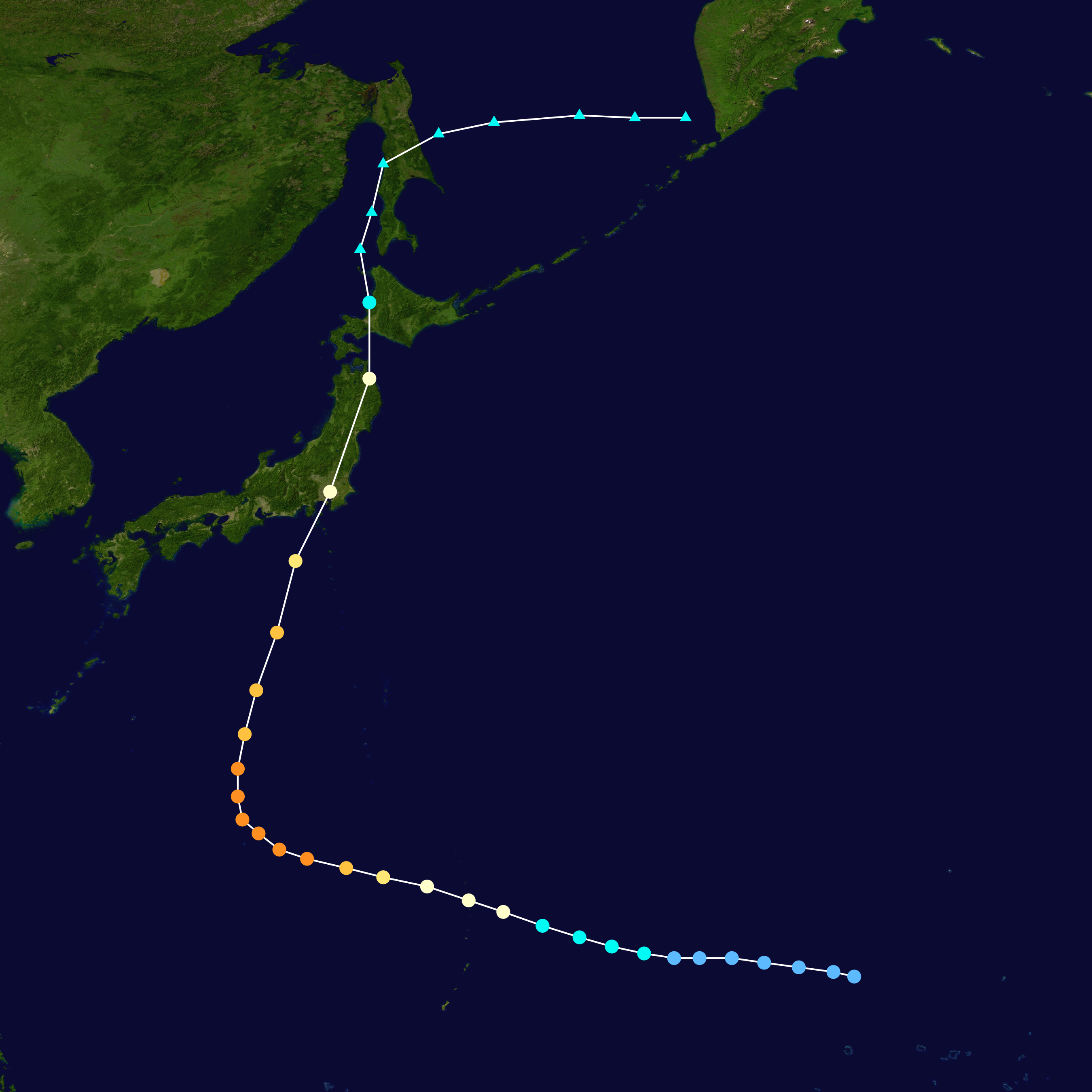
進路図

9月27日3時に南鳥島の南海上で発生した台風21号は、西進しながら勢力を強め、9月29日には沖ノ鳥島近海の海上で中心気圧930ヘクトパスカル、最大風速50メートルの非常に強い台風にまで発達した。最盛期を迎えると共に進路を北に変え始め、徐々に加速し始めた。9月30日には東日本に上陸する台風としては戦後最大級と報道されるようになった。台風第21号は速い速度で北に進み、10月1日20時ごろに三浦半島を通過し、20時半ごろ神奈川県川崎市付近に上陸した。速い速度で北上したため、勢力はさほど衰えておらず、上陸時でも中心気圧960 hPa、最大風速35 m/sの強い勢力を保っていた。1951年以降に東日本に上陸した台風としては平成16年台風第22号（950 hPa）、狩野川台風・昭和33年台風第21号（955 hPa）に次いで歴代4位の強さである。上陸後は陸地に沿って北上し関東、東北地方を縦断した後、10月2日6時ごろには北海道苫小牧市付近に再上陸し、同日15時にサハリンの西で温帯低気圧に変わった。
上陸後も勢力は急速には衰えず速いスピードで駆け抜けたため東日本・北日本の広い範囲で暴風が吹き荒れ、茨城県潮来市では送電線の鉄塔が9本倒される被害が発生した。また、東京では最低海面気圧965.2ヘクトパスカルを観測したが、これは1951年以降では最低記録である。この年は3個の台風が本土に上陸したが、上陸地点はいずれも東日本という珍しい年であった。しかも、3個の上陸台風は全て関東地方に上陸しており、1年で3個以上の台風が関東地方に上陸したのは統計史上初となった。

## 被害
- 死者: 4 名
- 負傷者: 108 名
- 住家全壊: 12 棟
- 住家半壊: 64 棟
- 住家一部損壊: 2,360 棟
- 床上浸水: 307 棟
- 床下浸水: 1,947 棟
- 送電線の鉄塔9基 - 茨木県の潮来市から神栖町まで約2.5km区間の鉄塔（高さ 94 m～58 m）が崩壊[1]。

## 記録
- 最大風速: 30.7m/s（石廊崎）
- 最大瞬間風速: 53.0m/s（石廊崎）
- 最低海面気圧: 956.7hPa（伊豆大島）